# Akele Hum Akele Tum
Akele Hum Akele Tum è un film indiano del 1995 diretto da Mansoor Khan. Il film vede protagonisti Aamir Khan, Manisha Koirala e Master Adil, mentre la colonna sonora è di Anu Malik su testi di Majrooh Sultanpuri. La trama del film è ispirata al film premio Oscar del 1979 Kramer vs. Kramer con Dustin Hoffman. Il film è citato come uno dei ritratti più sensibili delle relazioni fra moglie e marito del cinema indiano, ciononostante non ha ottenuto grandi risultati al botteghino.